# Trzcinieccultuur
De Trzcinieccultuur, met de verwante Komarovcultuur ook Trzciniec-Komarovcultuur, is een archeologische cultuur uit de Midden-Bronstijd, van de 16e tot midden-12e eeuw v.Chr., verspreid over Midden-Polen en West-Oekraïne. Soms wordt ook de eveneens verwante Sosnitsacultuur inbegrepen. De cultuur is vernoemd naar het dorp Trzciniec bij Lublin. 
De cultuur ontstond in Polen op basis van de lokale trechterbekerculturen (Mierzanowicka, Strzyżowska en Iwieńskacultuur) en verspreidde zich van daaruit naar het oosten.
De bevolking hield zich vooral bezig met landbouw en veehouderij, met daarnaast jacht en visserij. De woningen waren zowel gelijkgronds als uitgediept. Onder de vondsten bevindt zich een grote hoeveelheid aardewerk, zoals schalen met vaak gedecoreerd rood oppervlak, vuurstenen sikkels, schrabbers, pijlpunten, en gereedschappen van been en brons.
Als begravingsritueel vond zowel crematie als lichaamsbegraving plaats, soms in collectieve graven. Grafheuvels komen voor, zowel met crematieresten als lichamen. Sommige bevatten rijke grafgiften zoals sieraden van goud en zilver, als bij Stawiszyce en Rawa Mazowiecka.
De cultuur wordt in het grootste deel van haar verspreidingsgebied opgevolgd door de Lausitzcultuur, en in het oosten door de Tsjornoliscultuur en Milogradcultuur.
Taalkundig is een relatie met het Balto-Slavisch voorgesteld, ofwel met het Proto-Baltisch (Trzciniec) en het Proto-Slavisch (Komarov).